# В ожидании смерти
В ожидании смерти (сокращённый перевод инципита: фр. Fors seulement l’attente que je meure) — французская многоголосная песня XV века; авторы текста и музыки неизвестны. На Fors seulement композиторами XV–XVI веков написаны около 40 обработок, в том числе, интабуляций.

## Текст
Текст написан в твёрдой форме пятистрочного рондо́ (фр. rondeau cinquain), на две рифмы: a11a11b11b11a11. Первая строфа выполняет функцию рефрена, который проводится один раз сокращённо (цифра 3) и один раз целиком (цифра 5). Текст распевается на музыку двух чередующихся в текстомузыкальной композиции разделов, обозначенных далее буквами A и B. Музыкальный раздел A охватывает 3 строки рефрена, раздел B — 2 следующие его строки. Оригинал в таблице дан в редакции Мартина Пиккера, русский перевод первой строфы С. Н. Лебедева.
| Оригинал | Русский перевод | Музыка |
| --- | --- | ------ |
| 1. Fors seulement l’attente (l’actente) que je meure, En mon las cueur, nul espoir ne demeure, Car mon maleur si tresfort me tourmente Qui n’est douleur que par vous je ne sente, Pource que suis de vous perdre bien seure. | 1. В ожидании одной лишь смерти Надежда в моем усталом сердце не живет. Моя беда настолько меня измучила, Что [больше] я не скорблю о вас, Поскольку наверное знаю, что вас я потерял. | A, B   |
| 2. Vostre rigeur tellement m’y queurt seure, Qu’en ce parti il fault que je m’asseure Dont je n’ay bien qui en riens me contente.                                                                                             | 2. --- | A      |
| 3. Fors seulement l’attente que je meure, En mon las cueur, nul espoir ne demeure, Car mon maleur si tresfort me tourmente.                                                                                                   | 3. В ожидании одной лишь смерти Надежда в моем усталом сердце не живет. Моя беда настолько меня измучила! (короткий рефрен)                                                            | A      |
| 4. Mon desconfort toute seule je pleure, En maudisant, sur ma foy, a toute heure, Ma leauté qui tant m’a fait dolente. Las, que je suis de vivre mal contente, Quant de par vous n’ay riens qui me demeure.                   | 4. --- | A, B   |
| 5. Fors seulement l’attente... ...de vous perdre bien seure. | 5. В ожидании одной лишь смерти... ...что вас я потерял. (полный рефрен) | A, B   |

## Музыка

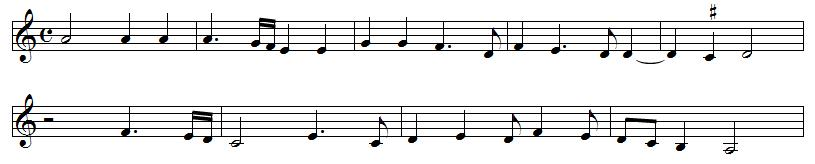
1. Рондо́ Fors seulement l’attente Окегема, фрагмент тенора

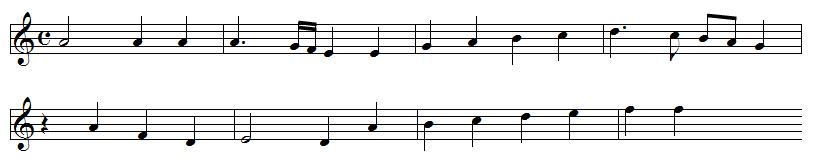
2. Рондо́ Fors seulement l’attente Окегема, фрагмент дисканта

Хронологическим первым артефактом в истории песни считается рондо́ Fors seulement l’attente Иоанна Окегема, написанное около 1460 года. Неизвестно, является ли эта музыка обработкой иного, возможно, не сохранившегося оригинала, или сама эта композиция Окегема — оригинал. В рондо Fors seulement l’attente мелодия, которая проводится в теноре, затем имитируется в кантусе (см. нотные примеры 1, 2). Позднее Окегем написал ещё одно рондо, с похожим инципитом — Fors seulement contre. Мелодию кантуса из своего же рондо Fors seulement l’attente композитор поместил в басу нового рондо.

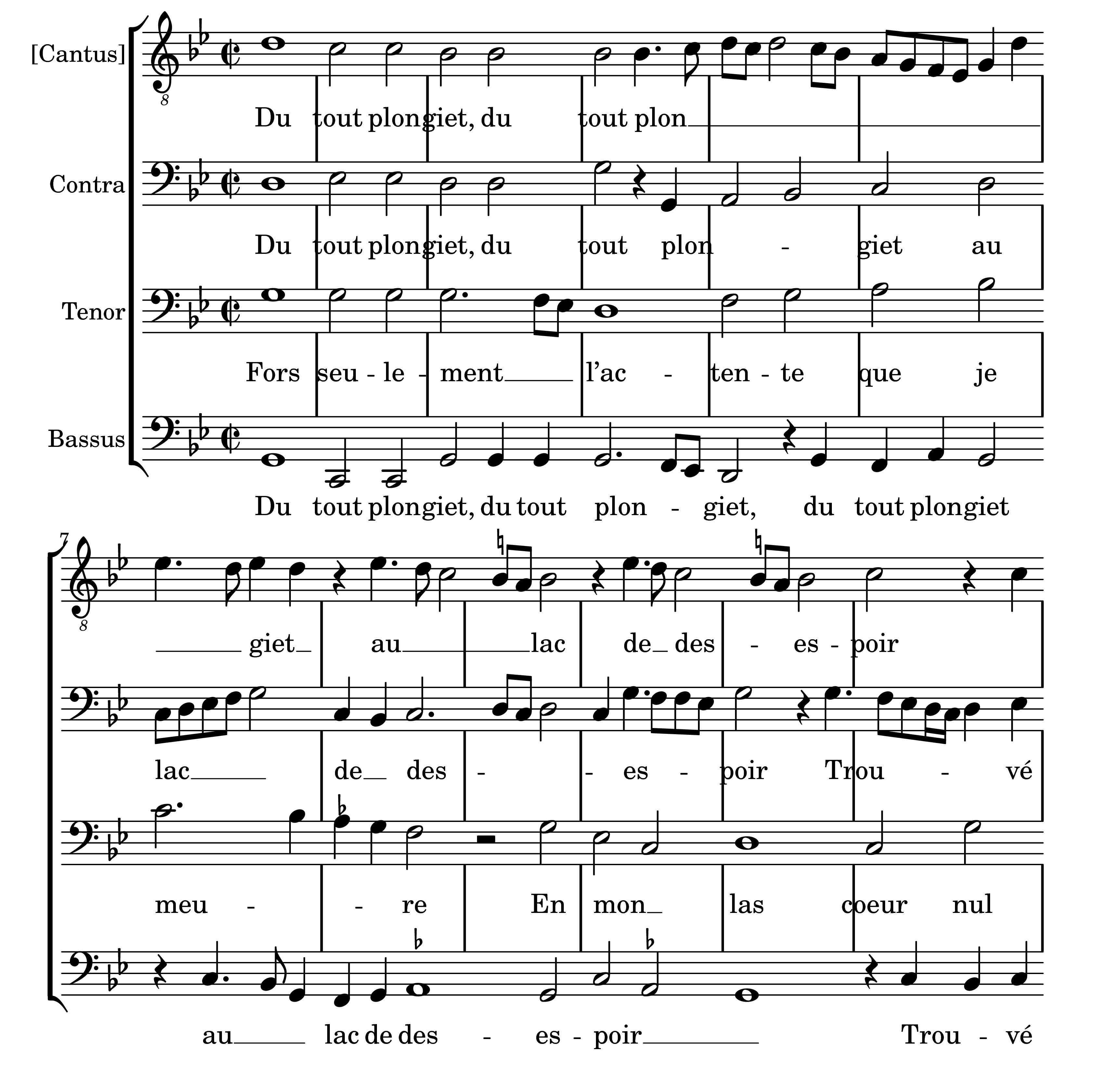
3. Шансон Fors seulement / Du tout plongiet Брюмеля (фрагмент)

Антуан Брюмель написал политекстовую шансон «Du tout plongiet», поместив в её тенор дискантовую партию песни Fors seulement l'attente Окегема (см. нотный пример 3). Композитор второго ряда Матье Пипеляр (ок. 1450 — ок. 1515), используя «тему Окегема», сочинил две шансон и мотет «Exortum est in tenebris». На Fors seulement также написали шансон Александр Агрикола, Жоскен Депре, Антуан де Февен, Пьер де ла Рю, Якоб Обрехт, Иоанн Гизелин. О популярности песни свидетельствуют многочисленные её интабуляции для клавишных инструментов и лютни, некоторые из них опубликованы (1981) в сборнике «Fors seulement. Тридцать композиций для 3-5 голосов или инструментов 15 и 16 веков» под редакцией Мартина Пиккера.
На материале песни Fore seulement построены некоторые сочинения крупного жанра мессы — И. Окегема (на 5 голосов), Я. Обрехта (3 голоса), Карпентра (4 голоса), М. Пипеляра (5 голосов), И. Виндерса (5 голосов).